# Santiago Cabrera
Santiago Cabrera (Caracas, 5 de maig de 1978), és un actor xilè, protagonista de la sèrie estatunidenca Herois (NBC).

## Biografia
Va néixer a Veneçuela mentre els seus pares, de nacionalitat xilena, complien missions diplomàtiques, pel que té aquesta darrera nacionalitat. Va viure a Anglaterra, Itàlia i Romania, abans de tornar a la seva llar a Xile als 14 anys, on va començar a estudiar teatre. Va provar sort com a jugador de futbol, però finalment va decidir anar-se'n a viure a Anglaterra, on va estudiar Teatre en el Drama Centre.
Va debutar davant les càmeres l'any 2003, quan va participar en un episodi de Spooks, després va protagonitzar la minisèrie estatunidenca de la cadena ABC Empire, on va interpretar el jove Octavio. Actualment és un dels protagonistes de la sèrie Herois, transmesa per la NBC, fent el paper d'Isaac Mendez, un pintor que pot predir el futur a través dels seus quadres. Posteriorment va encarnar a Lancelot en Merlin. Altres dels seus crèdits televisius inclouen breus aparicions en Judge John Deed, As If o Shakespeare-Told, i actualment se'l pot veure en Alcatraz, on dona vida a Jimmy.
Ha fet dues incursions en el cinema: Haven al costat d'Orlando Bloom i Love and other disasters al costat de Brittany Murphy i ha debutat en el cinema parlat en castellà a Caleuche: El llamado del Mar de Jorge Olguín, una pel·lícula xilena. També a, Goool 2! Vivint el somni, Guerrilla, amb Julia Ormond i Benicio del Toro, Meant to Be, La vida dels peixos i Cristiada.
Pel que fa a la seva vida personal, està casat des de fa ja alguns anys amb Anna Marcea, amb qui viu a Califòrnia.

## Filmografia
Les seves pel·lícules més destacades són:
- 2003: Judge John Deed - Carlos Fedor
- 2003: Spooks - Camilo Henriquez
- 2004: Haven - Gene
- 2004: Toca Race Driver 2 - Cesar Maques
- 2005: Empire - Octavius
- 2005: The Taming of the Shrew
- 2006: Herois - Isaac Mendez
- 2006: Love and Other Disasters - Pablo Sarmiento
- 2007: Caleuche: El llamado del mar - Simon
- 2008: Che - Camilo Cienfuegos
- 2008: The Argentine - Camilo Cienfuegos